# Kölner Mikwe

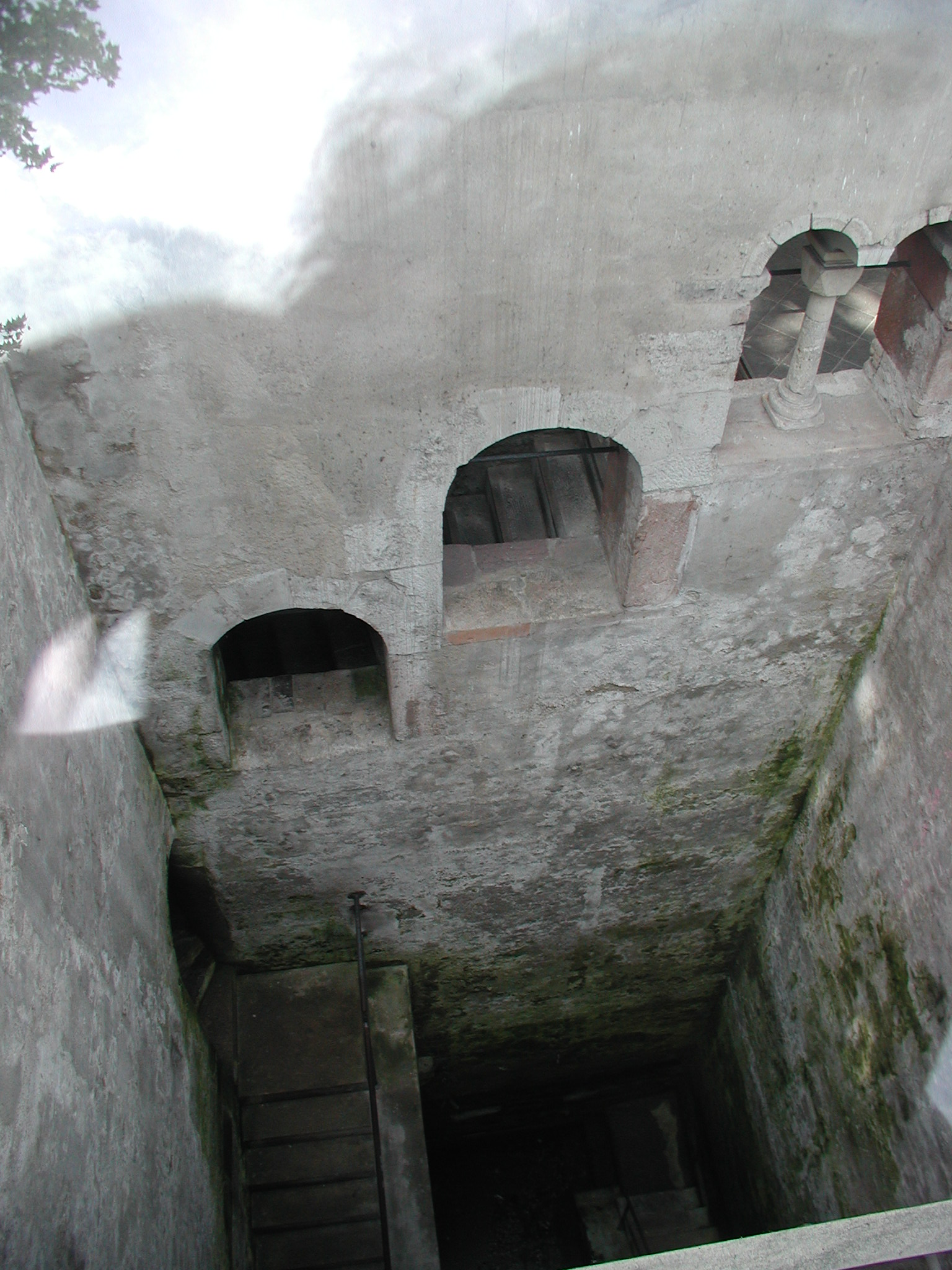
Die 1956 wiederentdeckte Kölner Mikwe (11. Jahrhundert)

Die Kölner Mikwe war das Ritualbad der mittelalterlichen Judengemeinde von Köln.

## Geschichte
Das jüdische Ritualbad der mittelalterlichen Judengemeinde von Köln, einer der ältesten und wichtigsten jüdischen Gemeinden auf dem Gebiet des Heiligen Römischen Reiches, befand sich auf dem heutigen Rathausplatz, seit 1990 gekennzeichnet durch eine silberne Pyramide als Oberlicht.
Die erste Bauphase der Mikwe datiert aus dem 8. Jahrhundert. In der Folge wurde der Bau mehrfach erneuert und renoviert. Nach 1096 erfolgte der Umbau der Mikwe zu Beginn des 12. Jahrhunderts. Die Kölner Mikwe tauchte 1270 erstmals als Puteus Judaerorum (Judenpütz) in den Urkunden auf. Auch nach der Judenvertreibung von 1424 wurde die Mikwe noch als Pütz (Brunnen) Kaltenborn erwähnt, obwohl sie noch vor 1426 verfüllt wurde.

## Architektur

Grundriss der Raumaufteilung

Die Mikwe lag innerhalb des mittelalterlichen Kölner Judenviertels südwestlich neben der Synagoge. Sie gehörte zu dem Ensemble der wichtigsten Gebäude des mittelalterlichen Judenviertels mit Synagoge, Mikwe, Waschbrunnen, Warmbad, Bäckerei, Tanz- und Spielhaus und Hospital.
Zunächst war die Mikwe von Westen zugänglich, bis der Eingang im 11. Jahrhundert auf die Ostseite verlegt wurde. Man betrat zunächst einen überwölbten Vorraum mit einer Wartebank. Von dort führt eine Treppe auf der Westseite in die Tiefe. In diesem oberen Teil verläuft die Treppe außen am Schacht entlang, wo drei rundbogige Fensteröffnungen Einblick in diesen gewähren. Von einem kleinen Umkleideraum führt eine kleine, gewendelte Treppe mit einer antiken Säulenspolie aus Elbagranit in den Schacht hinein.
Im Gegensatz zu anderen monumentalen Mikvot führt nun die Treppe im Inneren des Schachtes nach unten bis zum in Rotsandstein eingefassten Badebecken bis zum Wasserspiegel. Die Mikwe weist im unteren Teil Wandnischen zur Aufnahme von Handtuch und Lampen auf. Der Schacht (3,60 × 4,00 Meter) der Anlage reicht fast 16 Meter tief bis zum Grundwasser, das dem jüdischen Ritus gemäß als „lebendiges Wasser“ galt. In der Mikwe wurden nach Besuch des Warmbades die vorgeschriebenen Reinigungsrituale durchgeführt, insbesondere von Frauen nach Menstruation und Geburt oder vor der Hochzeit. Männer benutzten die Mikwe ebenfalls, wenn sie rituell unrein geworden waren. Der Badeschacht der Mikwe wurde von einem Turm überragt, der noch im 17. Jahrhundert in den Quellen belegt ist.

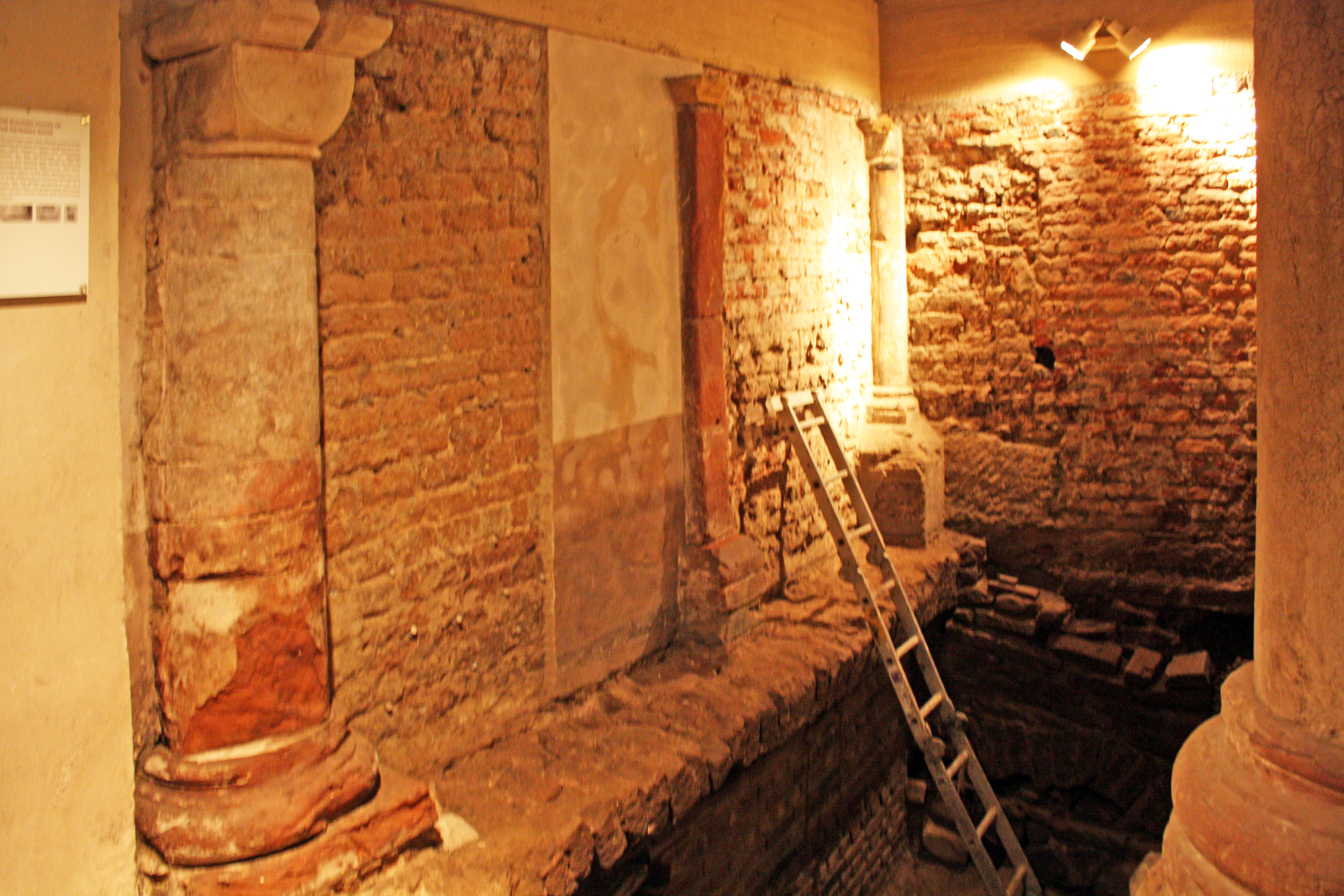
Eingangs- und angrenzender Grabungsbereich
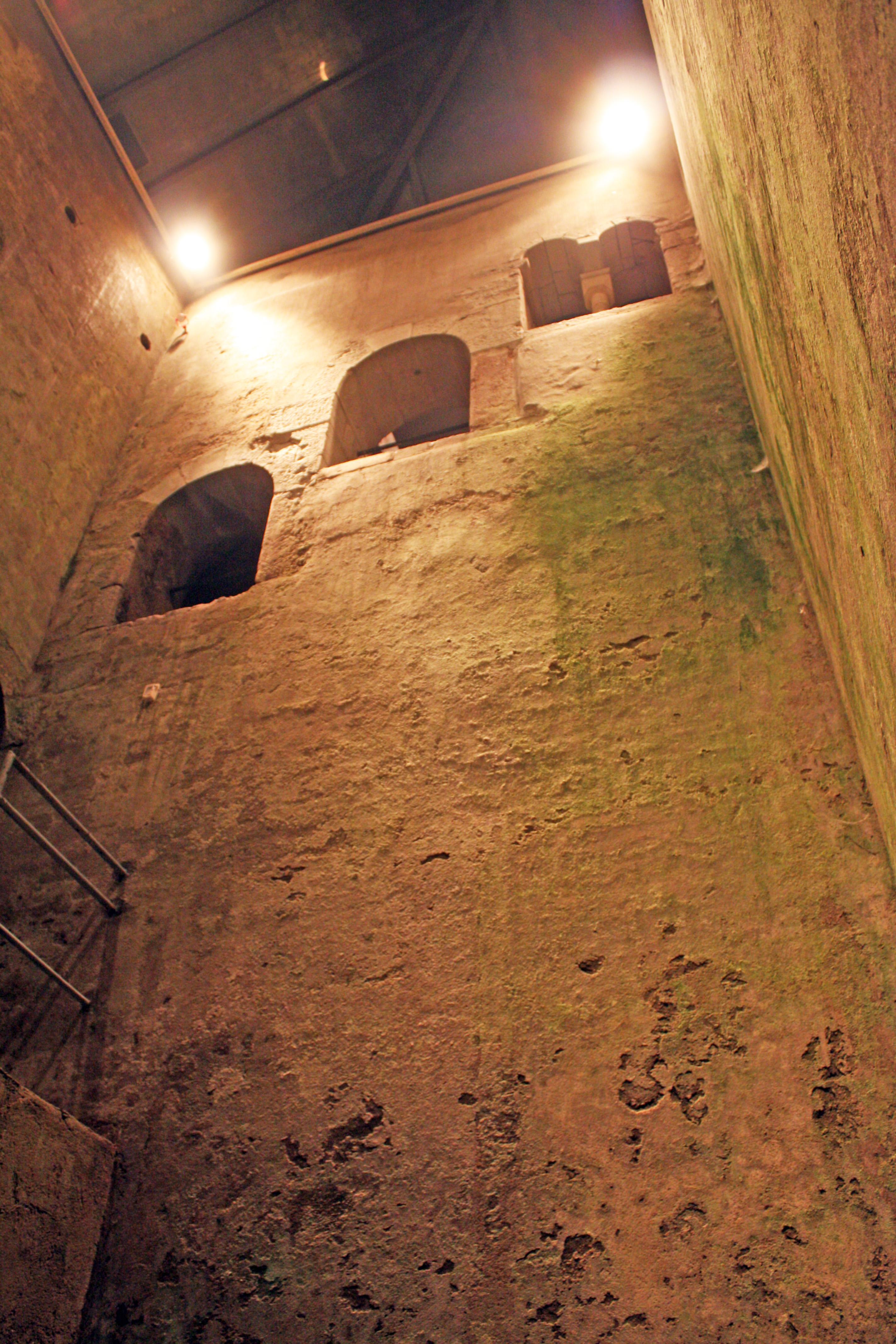
Oberer Schacht
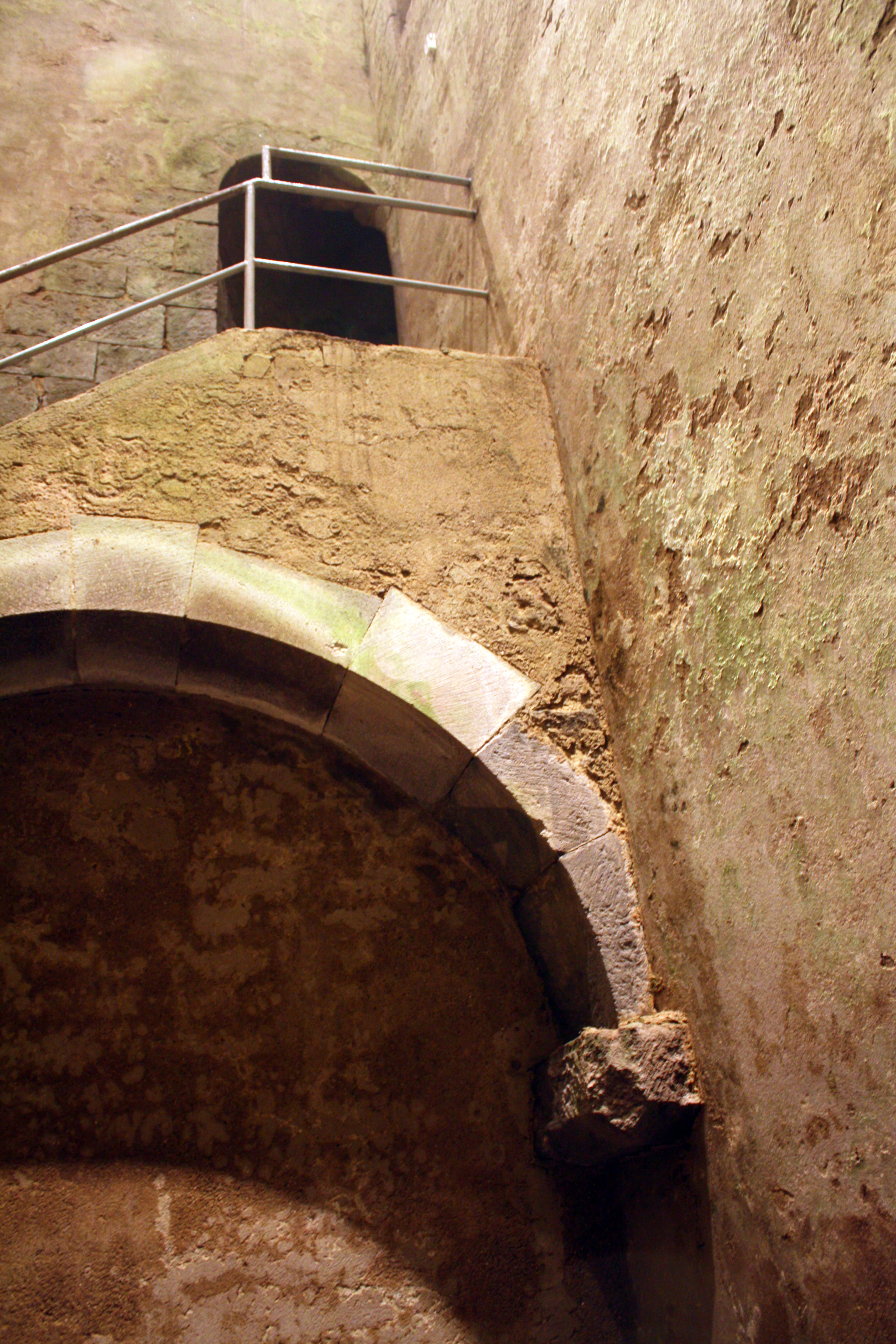
Rundbogendetail
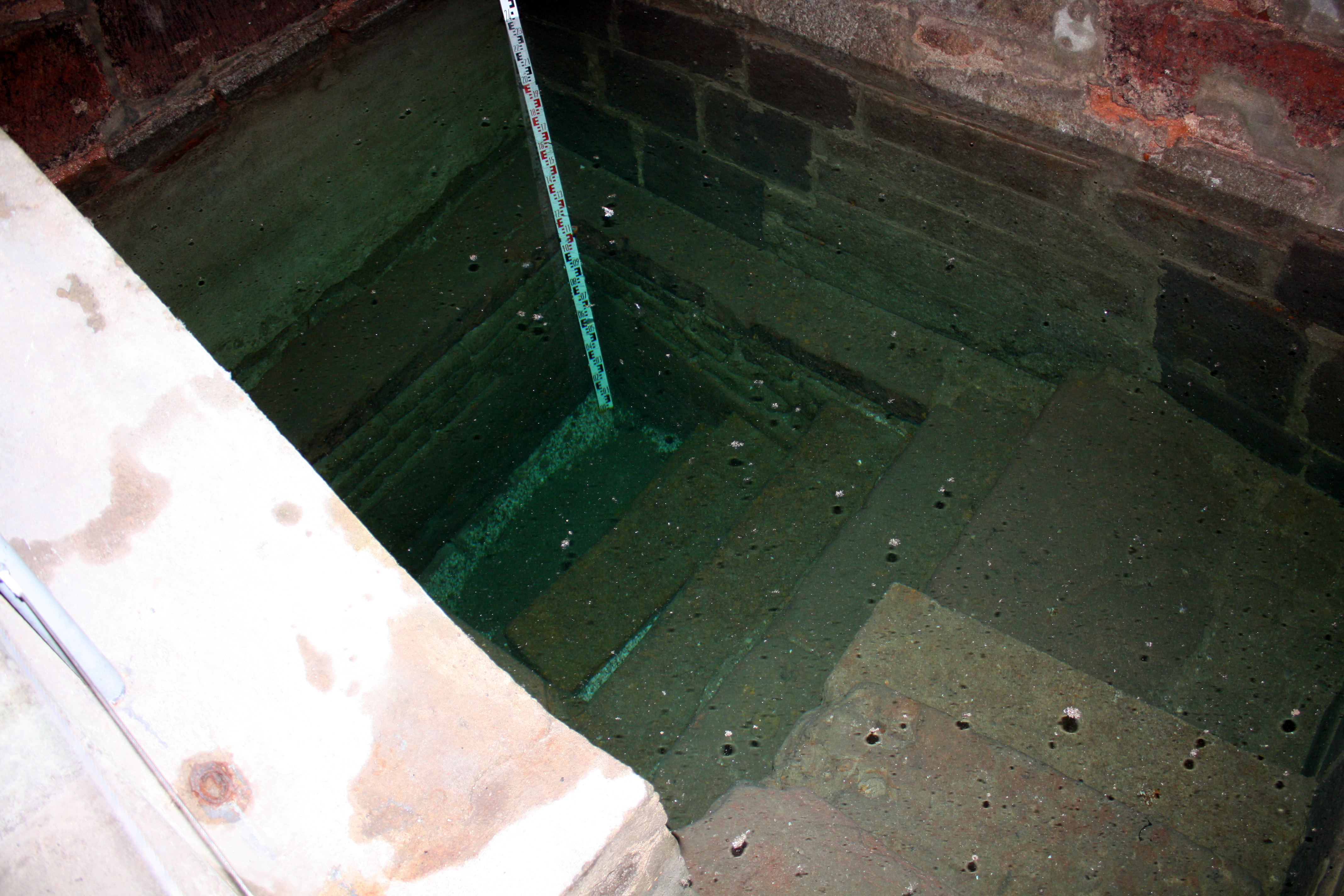
Becken und heutige Pegelstandmessung

## Wiederentdeckung
Bei den von Otto Doppelfeld durchgeführten Ausgrabungen 1956 wurden die Mikwe und die Synagoge wiederentdeckt. 1990 wurde eine Stahl-Glas-Pyramide als Oberlicht darübergesetzt, die durch die dadurch verursachten, ungünstigen Klimaverhältnisse allerdings seit 2007 wieder abgedeckt werden musste. Neue Ausgrabungen fanden unter der Leitung von Sven Schütte 2010/2012 in und um die Mikwe herum statt, die zahlreiche neue Ergebnisse erbrachten.
Die Mikwe wird in das in Bau befindliche Museum „MiQua. LVR-Jüdisches Museum MiQua im Archäologischen Quartier Köln“ integriert und ist bis zur Fertigstellung nicht zu besichtigen.